# MTZ-50
Der MTZ-50 (russisch МТЗ-50, im deutschen Sprachraum zumeist MTS-50 transkribiert, bekannt auch in Kombination mit dem Markennamen Belarus) ist ein Traktor, der von 1961 ab im Minski Traktorny Sawod produziert wurde. In 24 Jahren Bauzeit wurden etwa 1,25 Millionen Stück hergestellt, darunter auch eine Version mit Allradantrieb, der MTZ-52. Die DDR importierte größere Stückzahlen des Fahrzeugs seit 1967.
Das Lipezki Traktorny Sawod produzierte ebenfalls ab 1961 den etwas unterhalb des MTZ-50 angesiedelten Radtraktor T-40. Er wurde in ähnlichen Stückzahlen noch bis 1995 gefertigt, kam jedoch nicht in die DDR.

## Fahrzeuggeschichte

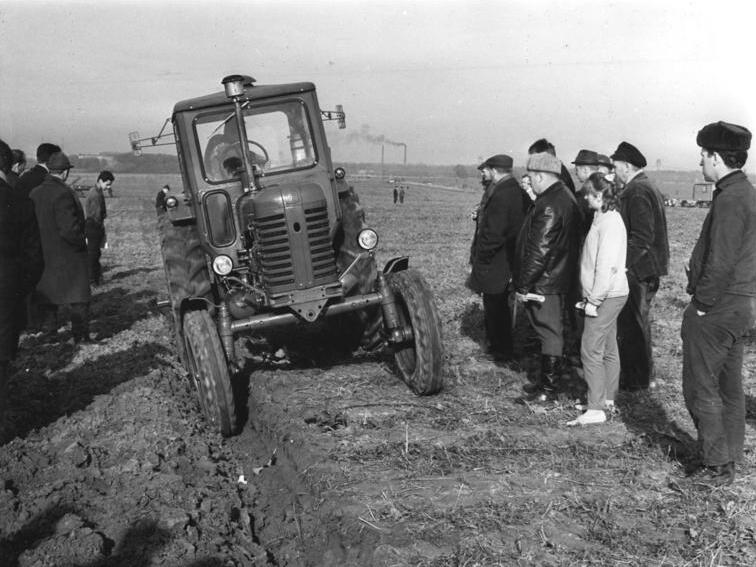
Ein MTZ-50 der ersten Ausführung, noch mit rundem Kühlergrill, bei einer Vorführung in der Nähe Berlins (1966)

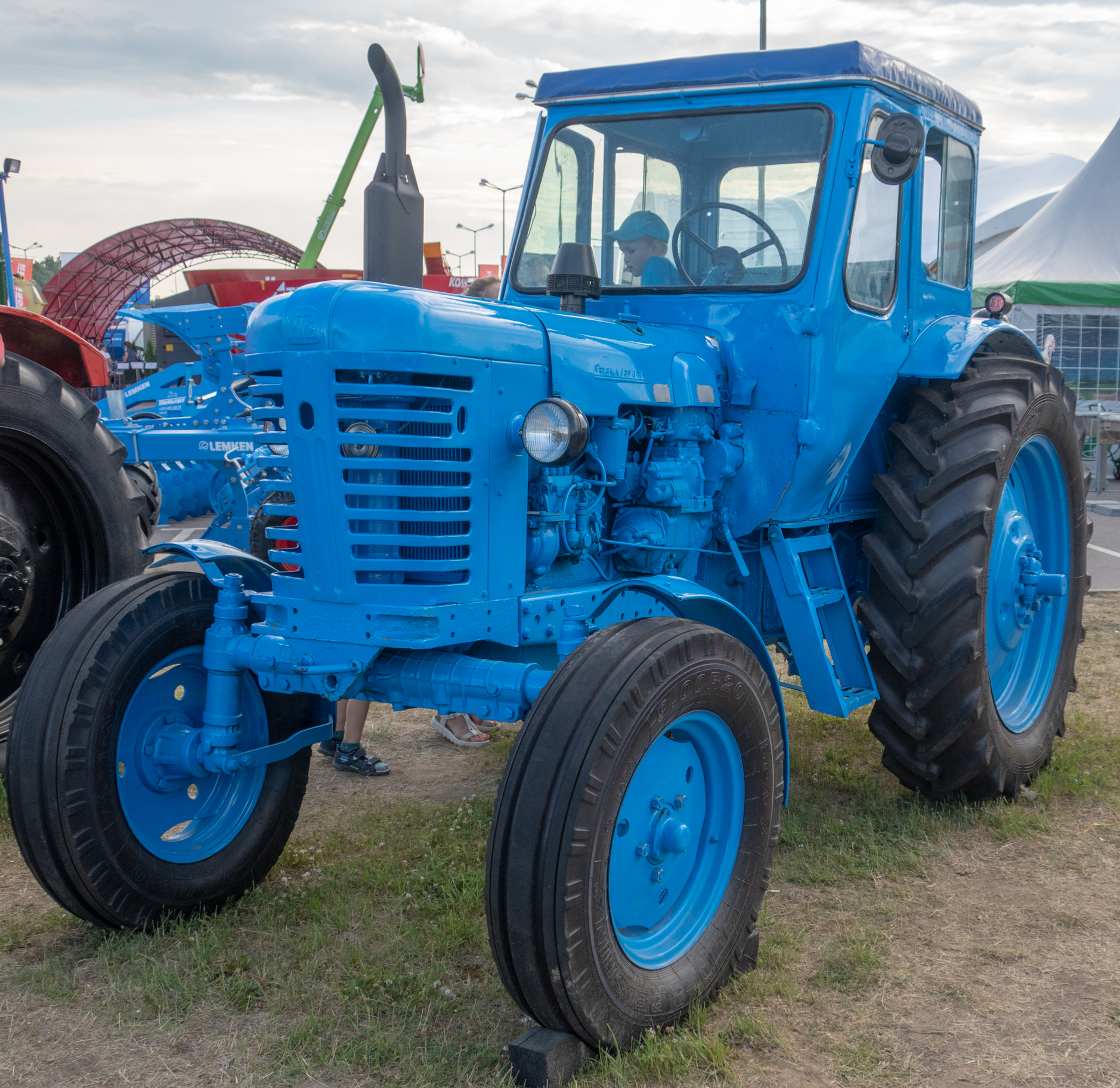
Restaurierter MTZ-50 auf einer Messe in Minsk, 2019

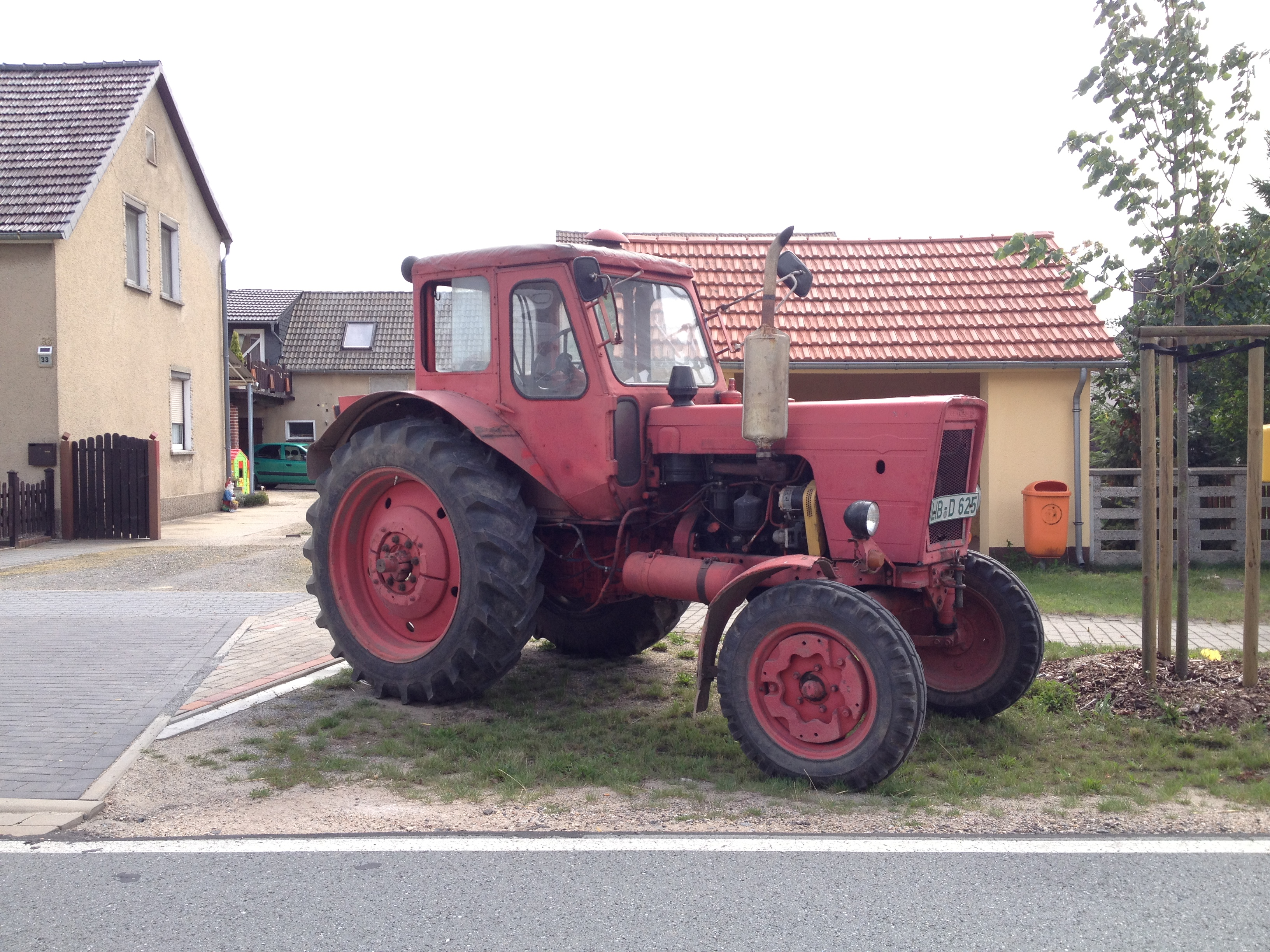
MTZ-50 „Super“ in besserem Zustand (2013)

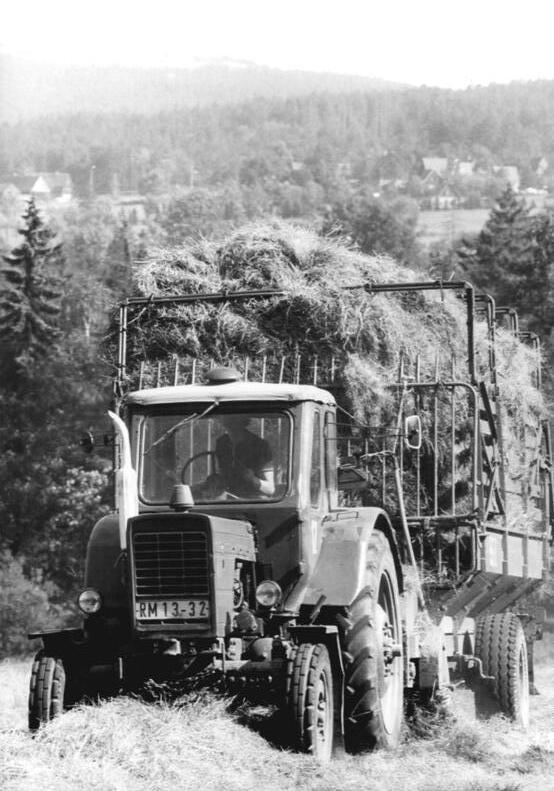
Ein MTZ-50 „Super“ in Hennersdorf bei der Heuernte (1983)

Die Projektierung eines neuen Schleppers auf Basis des MTZ-5 begann Mitte der 1950er-Jahre. Ab 1956 wurde der Dieselmotor D50 entwickelt, der in dem neuen Traktormodell zum Einsatz kommen sollte. 1958 fertigte das Werk eine Reihe von Prototypen, die anschließend ausgiebigen Erprobungen unterzogen wurden.
Im November 1959 erging vom Ministerrat der UdSSR die Weisung, sowohl den MTZ-50 als auch den MTZ-52 in die Serienproduktion aufzunehmen. Maßgabe war eine Fertigung ab 1961 beziehungsweise 1962 für den MTZ-52 sowie eine Jahresproduktion von 75.000 Maschinen für 1965. Um dieses Ziel zu erreichen, wurde ab 1960 zusätzlich ein Motorenwerk mit einer Kapazität von jährlich 120.000 Dieselmotoren errichtet.
Die Serienfertigung begann 1961, die Fertigung der Allradversion 1964. 1970 erfolgte eine Überarbeitung, die vor allem eine Erhöhung der Motorleistung auf 60 PS (44 kW) mit sich brachte. Aber auch ein neuer Schalldämpfer wurde montiert und die Front des Traktors überarbeitet.
Bis 1985 wurden insgesamt 1.256.000 Traktoren der Typen MTZ-50 und MTZ-52 sowie ihrer Versionen gebaut, also im Durchschnitt etwa 52.300 Stück pro Jahr. Ersetzt wurden die Fahrzeuge durch das Modell MTZ-500 und dessen Derivate. Die DDR importierte bis 1989 etwa 65.000 Traktoren aus Minsk, wobei darunter bis zum Juni 1975 exakt 30.000 Stück der Typen MTZ-50 und MTZ-52 waren.
Bereits seit 1974 wurde mit dem MTZ-80 ein sehr ähnliches Traktormodell mit gesteigerter Leistung parallel gefertigt.

## Modellversionen
Im Laufe der Produktionszeit wurden verschiedene Versionen des Traktors entwickelt.
- MTZ-50 – Grundmodell, ab 1961 in Serie gebaut.
- MTZ-50R – konzipiert für die Arbeit auf Reisfeldern
- MTZ-50K – Für die Arbeit an steilen Böschungen wurde eine gesonderte Version gebaut, die nicht in Minsk, sondern in Tiflis produziert wurde. Auch als T-50K bezeichnet.
- MTZ-50Ch – „Dreirädrige“ Version von 1969 für die Baumwollernte in Usbekistan, wurde ab 1977 im Taschkentski Traktorny Sawod hergestellt. Die beiden Vorderräder wurden bis auf wenige Zentimeter zusammengerückt, außerdem ein noch langsamerer Kriechgang verbaut.
- MTZ-52 – Version mit Allradantrieb.
- T-50W bzw. T-54W – Kettentraktoren für den Weinbau, gebaut im Kischinjowski Traktorny Sawod in Moldawien.
- MTZ-50L – Modell mit Einzylinder-Benzinmotor als Anlasser.
- MTZ-50 „Super“ – Ab Mitte der 1960er-Jahre gab es eine überarbeitete Version, unter anderem mit einer auf 60 PS (44 kW) erhöhten Motorleistung.[8]
- MTZ-60 – Exportversion mit einer Leistung von 65 PS (48 kW).

## Technische Daten
Für das Modell MTZ-50, wobei es zu den anderen Versionen häufig große Übereinstimmungen gibt.
- Motor: Vierzylinder-Viertakt-Dieselmotor mit Wirbelkammereinspritzung[10]
- Motortyp: „D50“
- Leistung: 55 PS (40 kW), später 60 PS (44 kW)[3]
- Hubraum: 4750 cm³
- Bohrung: 110 mm
- Hub: 125 mm
- Tankinhalt: 130 l
- Verbrauch: 8 l/Stunde
- Getriebe: mechanisch, 9 Vorwärtsgänge + 2 Rückwärtsgänge
- Höchstgeschwindigkeit: zwischen 24,3 und 33 km/h, je nach Quelle
- Bremssystem: mechanische Scheibenbremse auf die Hinterräder, Druckluftanschluss für Anhängerbremse
- Hydraulikanlage: Dreipunkthydraulik hinten, hebt etwa 2000 kg
- Antriebsformel: 4×2

Abmessungen und Gewichte
- Länge: 3815 mm
- Breite: 1970 mm
- Höhe: 2550 mm
- Bodenfreiheit: 465 mm
- Radstand: 2370 mm
- Spurweite vorne: 1200–1800 mm
- Spurweite hinten: 1400–2100 mm
- Zulässiges Gesamtgewicht: 3660 kg
- Bereifung hinten: 12-38 AS[5]
- Bereifung vorne: 6,50-20 AS